# Kopasz Detonáta
A Kopasz Detonáta (románul Detunata Goală) kopár bazaltszikla-képződmény Romániában, a Fehér megyei Bucsony község területén; 1,2 kilométer távolságra található párja a növényzettel borított Fürtös Detonáta (Detunata Flocoasă). Az 5/2000 számú törvény értelmében országos jelentőségű természetvédelmi területnek minősül.

Jókai Mór rajza

## Elnevezése
A román neve a 'mennydörgés, villámlás' jelentésű szóból származik, ami a leomló kőzetoszlopok hangjára utal. 1941-ben a honvéd Térképészeti Intézet kezdeményezte a történelmi Magyarország földrajzi neveinek egységesítését, előtérbe helyezve a magyarosítást; a Detonáta számára a Kőorgona nevet javasolták, ez azonban nem honosodott meg.

## Fekvése
Abrudbányától keletre, a Torockói-hegységben található, Bucsony község területén, a község központjától 3 kilométerre északkeleti irányban. Abrudbányától a DN74-es főúton Bucsumcserbnél letérve lehet elérni Bucsony falut, ahonnan gyalogosan, a templom mellett induló jelzett turistaúton lehet a Detonátákat megközelíteni.
Jókai Mór idejében az út Abrudbányától a Detonátáig lóháton két és fél óra hosszat tartott.

## Keletkezése
A bazaltkúpok a pliocén végén – negyedidőszak elején bekövetkezett vulkáni tevékenység eredményeképpen jöttek létre. A hatszögű oszlopok az az izzó magma hűlése miatti feszültség hatására alakultak ki.
Keletkezéséhez több legenda kapcsolódik. Az egyik szerint egy dák lány beleszeretett egy tündérfiúba, a fiú apja ellenezte ezt a szerelmet, és megölte a lányt, a fiú pedig megölte az apját. Az ég haragjában sziklákká változtatta a gyilkosokat. Egy hasonló történetben a lány tündér, a fiú pedig óriás. Egy másik legenda szerint a Detonátákat két óriáslány építette játékból.

## Leírása
Az orgonasípokhoz hasonló alakzat egymás mellett sorakozó szögletes bazaltoszlopokból áll, amelyek ívelten meghajlanak. A bazalt színe feketébe hajló sötétszürke, anyaga plagioklász földpát, augit és magnetit (más források szerint olivin) keveréke. Az egyes oszlopok átmérője mintegy 95 centiméter, magasságuk 15-20 méter. Az oszlopok körül sziklatörmelék található; a sziklák tetejére ösvény vezet fel. A sziklafal 75 méter magas, legmagasabb pontja a tengerszint felett 1158 méteren helyezkedik el. A sziklaplató nyugati oldalán ered a Detonáta-patak.
Az ember lelke elvész e látvány előtt! El tudnék ott reggeltől estig ülni, és bámulni magam elé és nem gondolkozni semmit, ott járna a lelkem minden egyes kövön, e roppant világoskék oszlopsoron végig; miknek egyik oldalát a nap aranyszínre festi, az egymás fölé hajló bazalt kőbálványok csarnokain, miket rétegenkint tördel alább-alább a vihar és az idő.
Olyan fenségesen emelkedik a természetalkotta remekmű egyenesen ki a földből, mint egy óriási templom homlokzata, ezernyi ezer karcsu oszlopával, mikből ha egy sor letört, mögötte látszik a másik; alant száz ölnyi távolban elomolva hevernek a legrégibb romok, most már páfránytól benőve, mohával takarva, mik egykor e tündérépület előfalát képezék.

## Növényvilága
A védett terület déli, nyugati és északi oldalát elsősorban közönséges jegenyefenyőkből (Abies alba), kisebb mértékben közönséges lucfenyőkből (Picea abies) álló erdő borítja, a keleti oldalán bükkfákból és tűlevelűekből álló erdő található. A védett területén nyugati részén található bazaltoszlopok között moha, málnabokrok, hegyi szirtipáfrány (Woodsia ilvensis) és Janka-liliom (Lilium Jankae) nő. A Detunáta nyugati fala növényzet nélküli; innen kapta a "kopasz" nevet.

## Turizmus és természetvédelem
A 19. század közepén már ismert kirándulóhely volt; leírása szerepel De Gerando Ágost 1845-ben kiadott La Transylvanie et ses habitants című könyvében. 1852-ben I. Ferenc József király is meglátogatta. 1893-ban az Erdélyi Kárpát-egyesület menedékházat épített a Detonáta gerincének északi oldalán.
Tulogdy János 1927-ben megjelent Természeti kincseink védelme Erdélyben című cikkében javasolta többek között a Detunáta védelem alá helyezését; ez azonban csak 1936-ban történt meg. 2000-ben országos jelentőségű természetvédelmi területté nyilvánították.

## A művészetben
Jókai Mór 1858-ban erdélyi utazása során felkereste a Detonátát is, ennek emlékét őrzi More patrio, regényes kóborlások Erdélyben című útleírásának egy részlete és rajza a Kopasz Detonátáról, illetve a keletkezés legendáját feldolgozó A detonátai óriások című költeménye.
Szentimrei Jenő A Detonáta orgonája című verse 1929-ben jelent meg a Pásztortűz hasábjain.
Ludwig Rohbock (1824–1893) metszeten, Gruzda János (1881–1953) olajfestményen örökítette meg a sziklaalakzatot.